# Sân vận động Mosson
Sân vận động Mosson (phát âm tiếng Pháp: [stad də la mɔˈsɔ̃]) là một sân vận động bóng đá ở Montpellier, Pháp. Đây là sân nhà của câu lạc bộ Ligue 1 Montpellier HSC và có sức chứa 32.900. Trước đây là sân vận động có sức chứa 16.000 chỗ ngồi, nó được xây dựng lại hoàn toàn vào năm 1998 để tổ chức 6 trận đấu của FIFA World Cup 1998. Nó cũng được sử dụng làm địa điểm tổ chức các trận đấu vòng bảng tại Giải vô địch bóng bầu dục thế giới 2007 và là một trong chín địa điểm được sử dụng tại Giải vô địch bóng đá nữ thế giới 2019.
Sân vận động lấy tên từ sông Mosson lân cận.

## World Cup 1998
Sân vận động Mosson tổ chức 6 trận đấu tại World Cup 1998, bao gồm 5 trận đấu ở vòng bảng và 1 trận ở vòng 16 đội.
| Ngày                | Giờ   | Đội      | Kết quả | Đội      | Vòng        | Khán giả |
| ------------------- | ----- | -------- | ------- | -------- | ----------- | -------- |
| 10 tháng 6 năm 1998 | 21:00 | Maroc    | 2 - 2   | Na Uy    | Bảng A      | 29,800   |
| 12 tháng 6 năm 1998 | 14:30 | Paraguay | 0 - 0   | Bulgaria | Bảng D      | 29,800   |
| 17 tháng 6 năm 1998 | 21:00 | Ý        | 3 - 0   | Cameroon | Bảng B      | 29,800   |
| 22 tháng 6 năm 1998 | 17:30 | Colombia | 1 - 0   | Tunisia  | Bảng G      | 29,800   |
| 25 tháng 6 năm 1998 | 21:00 | Đức      | 2 - 0   | Iran     | Bảng F      | 29,800   |
| 29 tháng 6 năm 1998 | 16:30 | Đức      | 2 - 1   | México   | Vòng 16 đội | 29,800   |